# Assmutherium rostratum
Assmutherium rostratum är en tvåvingeart som beskrevs av Schmitz 1924. Assmutherium rostratum ingår i släktet Assmutherium och familjen puckelflugor. Inga underarter finns listade i Catalogue of Life.